# Палестинский национализм
Палестинский национализм (араб. قومية فلسطينية‎) — идеология, направленная на самоопределение палестинцев и их суверенитет над территориями, входившими в 1922—1948 годах в Подмандатную Палестину, управлявшуюся Британией. Сформировался в период британского мандата как ответная реакция на сионизм, под влиянием панарабизма и панисламизма. Важными элементами палестинского национализма являются противопоставление себя Израилю и борьба с ним. На практике палестинский национализм часто сочетается с исламизмом и/или с левыми взглядами или риторикой, зачастую совмещая их элементы.
Призывает к отступлению Израиля с территорий, перешедших под его контроль в результате Шестидневной войны, на границы 1967 года, и предоставлению права на получение израильского гражданства палестинским беженцам и всем их потомкам. В своей исламистской форме (исходя из соцопросов, преобладающей среди палестинцев), представленной группировками ХАМАС и Палестинский исламский джихад, включает в себя открытый призыв к уничтожению Израиля.

## Истоки

### Арабский национализм
Идеи национализма, распространившиеся в Европе с начала XIX века, вскоре достигли Османской империи, где сформировался турецкий национализм. Одной из реакций на него в начале XX века стал «политический арабизм», а затем, во время Первой мировой войны (1914—1918) — арабский национализм, противостоявший османскому режиму с позиций панарабизма и исламизма, идеализируя ранний арабский халифат.

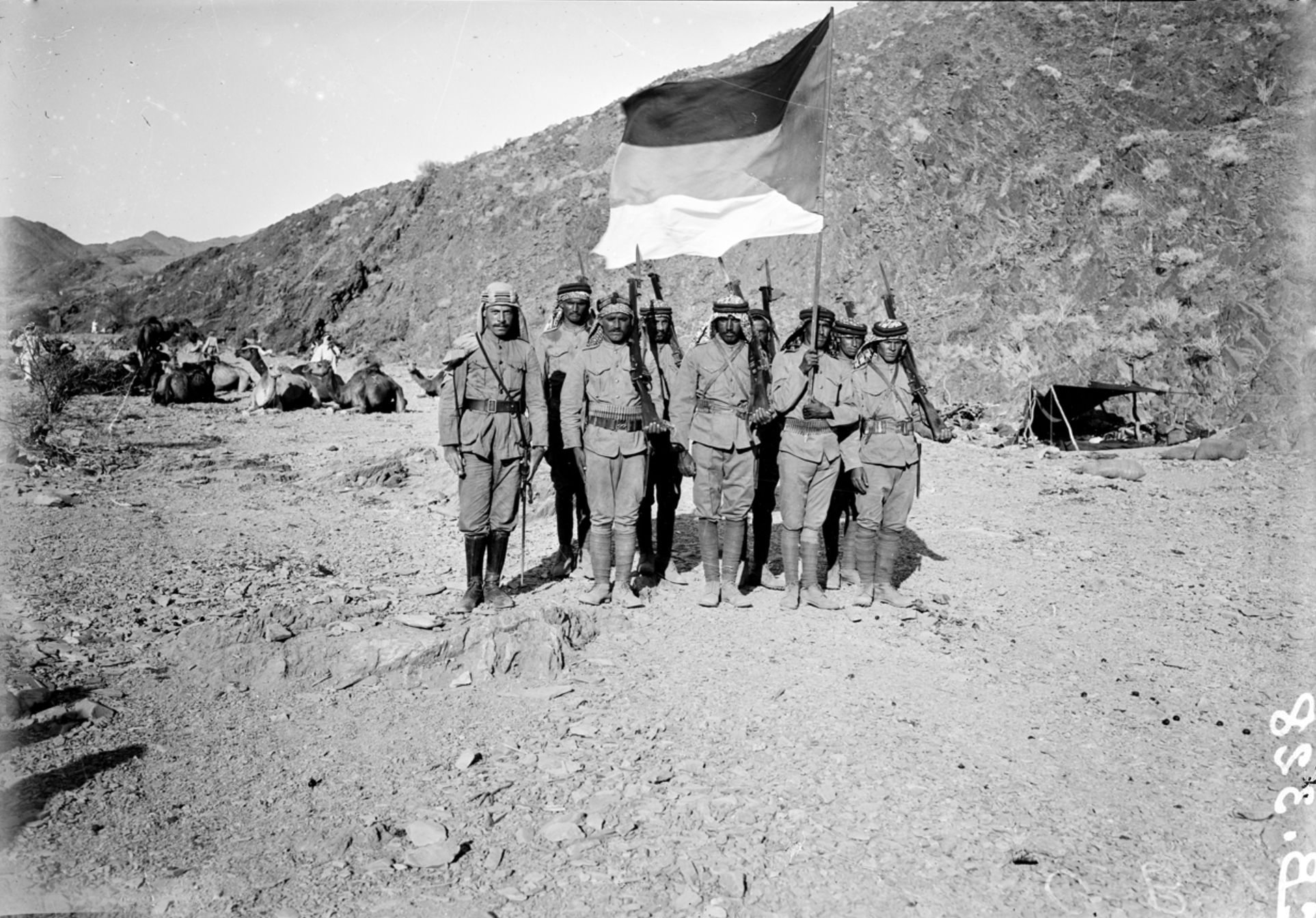
Арабские повстанцы держат флаг Арабского восстания (1916).

В 1909 в Париже было основано Младоарабское общество (Аль-Фатат), созданное по образцу младотурок. В июне 1913 года по инициативе Аль-Фатат в Париже был проведён Арабский национальный конгресс, призвавший к реализации политических прав арабов Османской империи и увеличению их автономии. Многие из этих требований были выполнены, но с началом Первой мировой войны на арабских националистов обрушились османские репрессии.
Арабское восстание 1916—1918 годов, поощрявшееся Британской империей, сыграло важную роль в поражении Османской империи в Первой мировой войне и её распаде. Вместе с тем, послевоенные границы, проведённые европейскими державами, часто воспринимались арабами и мусульманами Ближнего Востока как искусственные и условные, в отличие от самоидентификации по национальному и религиозному критериям, роль которой возросла. Флаг арабского восстания стал символом арабского национализма (в том числе, в послевоенной Подмандатной Палестине) и был в различной форме использован при создании многих флагов арабского мира, включая палестинский флаг.
В 1922—1936 годах арабские страны Ближнего Востока постепенно обретали полную или частичную независимость, в том числе из-за давления арабских националистов. Среди арабского населения Палестины всё громче звучали призывы аналогичным образом покончить с британским мандатом.

### Исламский фактор
Согласно исламу, на территории государств, созданных или завоёванных мусульманами, немусульмане (зимми), включая евреев и христиан, обязаны признать безраздельное господство ислама во всех сферах жизни общества и платить особую дань (джизью), «оставаясь униженными». Зимми в исламском мире были поражены во многих правах; реформы этого положения начались только с XIX века. В многовековые арабские и мусульманские представления о чести входило доминирование над зимми и их унижение. Согласно исследователям истории антисемитизма Перри и Швейцеру, отношение к евреям в мусульманских обществах часто бывало хуже, чем к христанам. Перспектива оказаться под властью евреев воспринималась многими палестинскими арабами как богохульство, задевавшее их мусульманскую и арабскую честь.
Кроме того, первые кибуцы, с их радикальными социально-политическими установками рабочего сионизма и подчёркнутым равноправием полов, оскорбляли арабов Палестины, привыкших к традиционному арабо-мусульманскому укладу; социальные модели приезжавших евреев резко противоречили ему.
Исламский фактор активно эксплуатировался в Подмандатной Палестине муфтием Иерусалима Амином аль-Хусейни и другими лидерами палестинского национализма. Арабская пресса обвиняла сионистов в подстрекательстве к «разорению мечетей», и, в частности, в стремлении захватить или уничтожить мечеть Аль-Акса. По словам отчёта комиссии Пиля (1937), «вне сомнения, по крайней мере, среди наименее образованных арабов, широко распространён страх, что доминирование евреев может коснуться святых мест и повлиять на свободу вероисповедания». В речах и памфлетах палестинских националистов присутствовали призывы к шахидизму (мученичеству) и джихаду (священной войне) против сионистов и их покровителей-англичан. Подчинённое Хусейни палестино-арабское ополчение, воевавшее против Израиля в войне 1948 года, называлось «Армией священного джихада».

### Фашистское и нацистское влияние

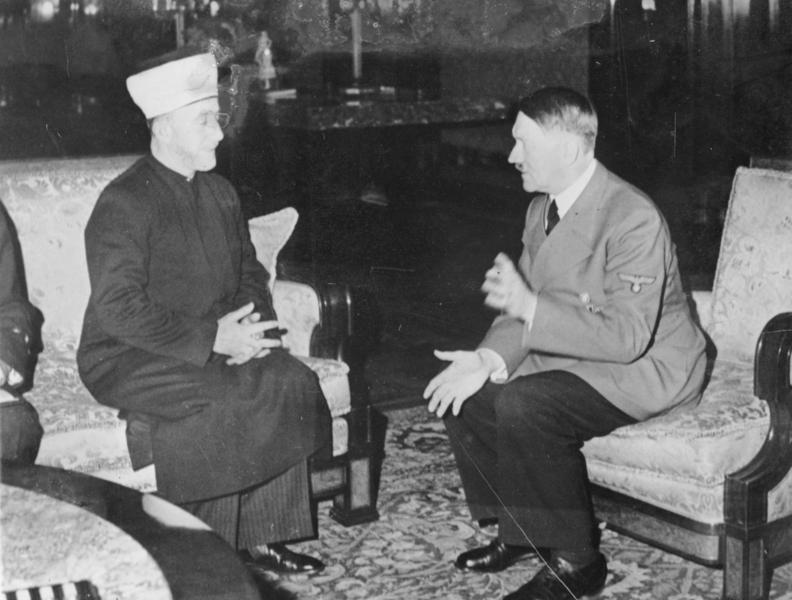
Амин аль-Хусейни и Адольф Гитлер (1941).

В 1930-годы на Ближнем Востоке росло влияние стран «оси», стремившихся к пересмотру итогов Первой мировой войны и переделу сфер влияния.
Фашистская Италия начала с 1934 года ежевечерний выпуск пропагандистских радиопередач со станции в Бари на арабском языке с нападками на английские и французские оккупационные власти, выступая в качестве «друга и защитника ислама». В 1937 году, во время визита в оккупированную Италией Ливию, фашистский лидер Бенито Муссолини объявил себя «защитником ислама».
Третий Рейх действовал аналогичным образом. С 1935 г. нацистское Министерство пропаганды субсидировало курсы, институты и журналы, посвященные Ближнему Востоку, инвестируя в «просветительскую» деятельность немецких пресс-атташе и советников по культуре в исламских столицах. В конце 1930-х годов Нацистская Германия также открыла радиостанцию для пропагандистского вещания на страны Ближнего Востока на всех языках региона (кроме иврита).
Как и итальянская, немецкая пропаганда также имела большой успех в арабском мире, где с одобрением встречали известных нацистов, приезжавших на Ближний Восток с «визитами доброй воли», среди которых были Яльмар Шахт и Бальдур фон Ширах. Немецкие журналисты и дипломаты проводили параллель между пангерманскими идеями нацистов и «молодыми силами панарабского национализма, [который] является залогом арабского будущего». Арабам постоянно напоминали о врагах, которые были в то же время и врагами нацистов: евреях. Газеты и журналы на арабском языке, издававшиеся Германией на Ближнем Востоке, пестрели антисемитскими выпадами. Пропаганда оказалось успешной; на Ближнем Востоке одна за другой появлялись ультраправые группировки и партии, сознательно взявшие за образец нацизм и итальянский фашизм. Нацистская Германия и Гитлер приобрели популярность в арабском мире.
Амин аль-Хусейни уже с 1933 года обращался за помощью к фашистской Италии и нацистской Германии. К концу 1938 года он также имел контакты со службой военной разведки Верховного командования Вермахта. Восставшие арабы Палестины получали средства и оружие от фашистской Италии, по меньшей мере, с 1936 года. После бегства из Палестины, Аль-Хусейни жил в нацистском Берлине, где был принят в 1941 году, в присутствии Иоахима фон Риббентропа, лично Адольфом Гитлером. 19 марта 1943 года аль-Хусейни по радио из Рима обратился к арабам всего мира и зачитал заявление Риббентропа об «уничтожении так называемого еврейского национального очага», что было объявлено «базовым принципом германской политики».

### Страх превращения в национальное меньшинство

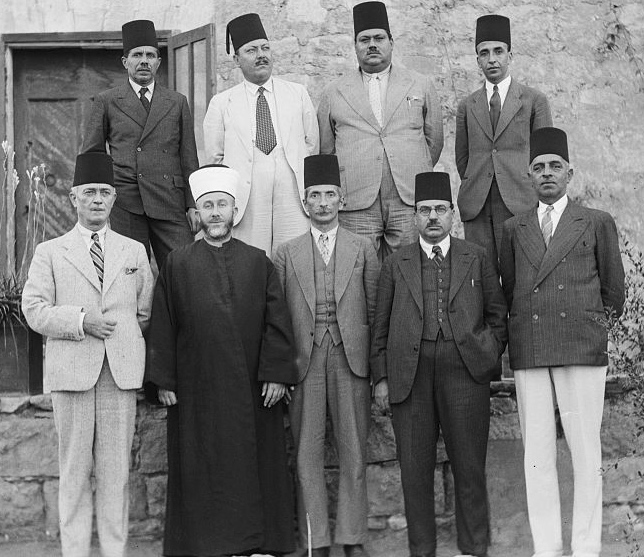
Верховный арабский комитет (1936).

Верховный арабский комитет Палестины заявил комиссии Пиля в 1936-м году, что представляемые им арабы принципально против британского мандата, назвав его противоречащим уставу Лиги Наций (в, частности, праву наций на самоопределение), и отказавшись признать Декларацию Бальфура. Как позже выразился в своих мемуарах палестинский националист Ауни Абд аль-Хади, эта декларация «была сделана иноземцем-англичанином, не имевшим прав на Палестину, иноземцу-еврею, которому она не полагалась». ВАК назвал нарушением прав палестинских арабов падение их доли в населении Палестины с 90% в 1922 году до 70% в 1936 году, из-за чего «их национальному существованию грозило уничтожение посредством прихода в страну другого народа». Арабы опасались оказаться меньшинством. Палестино-арабские националисты считали некорректной и унизительной саму терминологию мандата, называвшего арабов Палестины «нееврейским населением». Отчёт комиссии связывает их желание отменить мандат и получить независимость в качестве арабского государства со страхом политического и экономического доминирования евреев. По словам отчёта, «арабы боятся евреев: они встревожены их упорством, их богатством, их способностями и растущей численностью».
В этом контексте арабов особенно возмущала принятая в рабочем сионизме политика предоставления рабочих мест только евреям, а также скупка евреями арабских земель. Арабские националисты Палестины требовали пресечь въезд евреев и запретить им покупку земли.

### Семейно-клановый фактор
В последнее столетие существования Османской империи ведущую роль в исторической Палестине играли влиятельные семьи из крупных городов, представители которых занимали видные посты в органах власти. Ключевые иерусалимские кланы пользовались большим влиянием благодаря тому, что их представители веками активно участвовали в политической и культурной жизни империи, занимая те или иные религиозные посты, а также удерживая в своих руках переходившие по наследству средства мусульманской взаимопомощи (вакф) и собственность, связанную с их религиозным статусом. После Первой мировой войны арабские лидеры Подмандатной Палестины воспринимали сионизм как реальную опасность.
Историк Говард Сакер отмечает, что большинство палестинский движений и формирований, возникших в начале 1930-х годов, не были партиями в западном смысле этого слова, но объединялись на основе интересов отдельных влиятельных семей. Однако «для того, чтобы получить политическое влияние в арабском национальном движении, все они должны были соревноваться друг с другом в проявлении антисионизма».
Хотя главы ведущих палестино-арабских кланов Хусейни и Нашашиби получили свои посты в Подмандатной Палестине и удерживали их именно благодаря содействию британских властей, обе семьи нередко обвиняли друг друга в коллаборационизме и предательстве национальных интересов. Тем не менее, до 1936 года большинство арабской элиты Подмандатной Палестины поддерживало доброжелательные отношения с британской администрацией, надеясь в итоге убедить её передать себе бразды правления в стране путем переговоров и мягкого давления.
Лидерство в национальном движении принадлежало семье Хусейни, центральную роль в которой играл Амин аль-Хусейни, назначенный в 1921 году муфтием Иерусалима. Он пользовался тройными полномочиями главы мусульманской общины, национального лидера и высокопоставленного правительственного чиновника (муфтии находились на государственной службе у британской администрации), используя свои возможности для подстрекательства к антиеврейским беспорядкам.
Другие представители клана Хусейни также сыграли значительную роль в палестинском националистическом движении. Его племянник Абд аль-Кадир аль-Хусейни возглавлял Армию священного джихада, воевавшую против Израиля в войне 1948 года, а сын Абд Аль-Кадира и внучатый племянник Амина, Фейсал Хусейни, член ФАТХ и ООП, был министром в правительстве Палестинской национальной администрации. Наиболее известный из палестинских лидеров, Ясир Арафат, также был родственником муфтия Амина аль-Хусейни, и сократил свои имя и фамилию, чтобы скрыть это родство.

## Влияние войны 1948 года

### Эскалация конфликта в Палестине
На протяжении всего периода британского мандата (1922—1948) палестино-арабские националисты вели борьбу с созданием в Палестине еврейского национального очага и британской властью; это противостояние было отмечено многочисленными жертвами.
Арабское восстание (1936—1939) стало первым случаем открытого вооружённого выступления лидеров палестино-арабских националистов не только против евреев, но и против британского мандата. К боевикам из числа местных арабов присоединились «Комитеты в защиту Палестины», созданные в соседних арабских странах и получавшие оружие от стран «оси». К августу 1939 года восстание было подавлено британскими властями.
В 1937 году британская Комиссия Пиля определила причину восстания как «конфликт между арабским и еврейским национализмом» и рекомендовала раздел территории на еврейское государство и арабское государство (включающее в себя Трансиорданию); Иерусалим с окрестностями планировалось оставить под международным контролем. Предложение было принципиально принято еврейскими и отвергнуто арабскими лидерами Палестины, не допускавшими создания еврейского государства. Их позицию поддержали представители арабских стран на конференции в Сирии, объявившей Палестину неотъемлемой частью арабского мира, а также Нацистская Германия, по выражению её министра, «заинтересованная в усилении арабского мира как возможного противовеса крепнущим силам мирового еврейства».
В 1947 году, на фоне продолжения вооружённого противостояния арабских и еврейских националистов в Палестине, ООН предложила новый план раздела Палестины, принятый еврейскими лидерами и вновь отклонённый арабскими. Последовала арабо-израильская война (1947—1949), в которой формирующемуся еврейскому государству противостояли, наряду с палестино-арабскими националистами, армии нескольких окружающих арабских стран.

### Итоги войны 1948 года и беженцы
В результате арабо-израильской войны 1948 года, завершившейся перемирием, территория Израиля составила 8 тыс. квадратных миль — на 21% больше того, что предусматривалось планом ООН по разделу Палестины. Предполагалось, что данные границы имеют временный характер и подвергнутся уточнениям в ходе предстоящих мирных переговоров, но этого не случилось. Палестинское государство не было образовано; сектор Газа был оккупирован Египтом, а Западный берег реки Иордан, включая Восточный Иерусалим, был оккупирован, а затем аннексирован Иорданией.
Другими результатами войны стали исход и изгнание из Израиля, по различным оценкам, от 340 до 700 тыс. палестинских арабов-беженцев, а также исход и изгнание от 800 тыс. до 1 млн. евреев из мусульманских стран. Лишившиеся дома евреи арабских стран получили гражданство Израиля и других государств, но палестинским арабам-беженцам, по решению Лиги арабских государств от 1952 года, было отказано в предоставлении гражданства всеми арабскими странами. Лишь палестинцы, оказавшиеся на Западном берегу реки Иордан, получили гражданство Иордании, аннексировавшей эту территорию. Из всех беженцев, появившихся во второй половине 1940-х годов, палестинцы были единственными, кто не был интегрирован странами, в которых они проживали (в отличие от немецких, польских, еврейских и других беженцев); палестинские арабы-беженцы стали одной из постоянных проблем Ближнего Востока.

### Накба и палестинский национализм

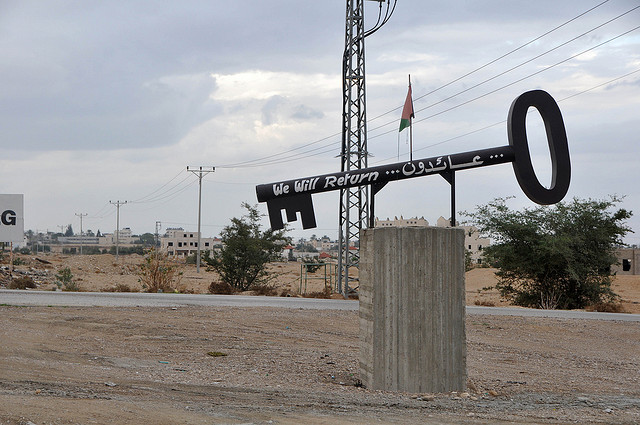
Статуя в виде Палестинский ключ в Иерихоне с надписью «мы вернёмся».

Итоги войны часто характеризуются как источник коллективной травмы, тяготеющей над палестинцами.
Исход и изгнание в 1948 году части арабского населения бывшей Подмандатной Палестины получили в арабском мире и среди историков, сочувствующих палестинскому национализму, устойчивое название «Накба» (катастрофа) и характеристику «этнической чистки», рассматриваясь ими как «первородный грех» Израиля. Накба стала важнейшей частью палестинского нарратива и элементом палестинской идентичности.
Палестинский ключ от брошенного дома стал одним из символов Накбы и предъявляемого к Израилю требования о предоставлении права на возвращение палестинских беженцев и их потомков. Впоследствии, в 1998 году, палестинский лидер Ясир Арафат официально провозгласил 15 мая (день, следующий за Днём независимости Израиля) Днём Накбы, ежегодно отмечаемым палестинцами как траурный.
С точки зрения многих палестинцев, им пришлось заплатить за Холокост и его итоги вместо его реальных виновников. Палестинский нарратив сравнивает Накбу с Холокостом, палестинцев — с преследуемыми евреями, а евреев и Израиль — с нацистами и Третьим Рейхом соответственно; при этом палестинцы иногда характеризуются как «жертвы жертв». Президент частично признанного Государства Палестина Махмуд Аббас, сравнивая Израиль с нацистской Германией, заявил, что Израиль совершил «пятьдесят холокостов».
Термин «Накба» и связанный с ним палестинский нарратив часто критикуются за игнорирование ряда исторических событий (включая отказ арабских лидеров от территориального раздела в 1937 и 1947 годах), а также ревизионизм истории Холокоста и попытки использования жалости к убитым нацистами евреям в антисемитских целях.

## Влияние войны 1967 года

### Рост национальной мобилизации и пересмотр целей
После Шестидневной войны 1967 года, в результате которой Израиль занял Западный берег реки Иордан, сектор Газа и Восточный Иерусалим, палестинский национализм получил новый импульс для развития. Завоевание этих территорий Израилем способствовало консолидации палестинской идентичности, которая приобрела массовую популярность среди палестинцев, лишившихся перспективы интеграции в рамках панарабской структуры или независимого государства. В ответ на это, палестинское национальное движение стало дистанцироваться от идей панарабизма, сосредоточив своё внимание на самостоятельной борьбе за самоопределение и создание независимого государства.
Эти события привели к существенному расширению влияния ООП, основанной в 1964 году при поддержке Лиги арабских государств. После войны ООП перешла под контроль радикального крыла во главе с Ясиром Арафатом, лидером движения ФАТХ. Влияние ООП возросло, и она стала ключевым представителем палестинских интересов на международной арене. Организация сосредоточилась диверсиях и террористических актах против израильских и западных целей, видя в этом основной путь к достижению независимости.

### Поддержка арабских государств и СССР
После 1967 года ключевую политическую и военную поддержку ООП обеспечивали такие арабские страны, как Египет, Сирия и Ирак, а также частично Ливан, на территории которого ООП создала свою инфраструктуру для организации вооружённой борьбы. Советский Союз и страны социалистического блока предоставляли политическую и военно-техническую помощь, что усиливало поддержку палестинских националистических организаций на международной арене. При поддержке этих государств палестинский вопрос был поставлен на повестку международных организаций, включая ООН, что укрепило позиции палестинского национализма на мировой арене.

### Обострение конфликта и формирование палестинской идентичности
Занятие Израилем палестинских территорий в 1967 году углубило конфликт и привело к усилению национальной самоидентификации среди палестинцев, что выражалось в стремлении к автономии и независимости. Сознание палестинского народа укрепилось благодаря культурным и образовательным программам, организованным как на оккупированных территориях, так и в лагерях беженцев за их пределами. Сформировался особый палестинский национальный нарратив, включающий символы и образы сопротивления, такие как концепция «Накбы», что стало важным фактором формирования палестинской национальной идентичности и политической мобилизации.

## Советское влияние

### Фактор Холодной войны
После окончания Второй мировой войны и усиления международного противостояния между США и СССР, советское руководство вскоре стало поддерживать арабские страны и палестинский национализм, видя в этом возможность ослабления позиций западных стран и США на Ближнем Востоке. СССР и страны социалистического блока предоставляли палестинским организациям политическую и военную помощь, а также активную дипломатическую поддержку на международной арене.

### Роль СССР в поддержке ООП
Советский Союз и страны Восточного блока оказывали прямое влияние на укрепление палестинского национального движения через поддержку Организации освобождения Палестины (ООП). После прихода в ООП Ясира Арафата в 1969 году СССР и страны Варшавского договора установили с организацией тесные контакты, направляя ей военную технику, обучая боевиков и предоставляя дипломатическую поддержку в международных организациях. СССР также помогал ООП создавать представительства и консульства в социалистических странах, укрепляя тем самым её легитимность.
С целью политического влияния на международной арене, Советский Союз активно поддерживал продвижение палестинского вопроса в ООН и других международных организациях, где добивался осуждения Израиля как «колониальной» и «империалистической» державы. СССР поддержал принятие резолюции ООН от 1975 года, объявившей сионизм формой расизма и расовой дискриминации.

### Антисионистская пропаганда
Антисионистская и антиамериканская риторика активно применялась в советской пропаганде, где палестинское движение рассматривалось как «антиимпериалистическая» сила, ведущая борьбу с сионизмом и западным капитализмом. В советских СМИ Израиль изображался как агент империализма и «расистское государство», а палестинская борьба характеризовалась как справедливое восстание против колониализма и угнетения.
С помощью антисионистской пропаганды СССР стремился объединить поддержку палестинского вопроса с глобальной антиколониальной и антизападной риторикой, что делало палестинский национализм значимой частью советской внешнеполитической стратегии. Советское руководство предоставляло платформы для распространения этих идей в других странах, где также искало союзников в «антиимпериалистической» борьбе.

## Основные идеи палестинского национализма

### Антисионизм
Палестинский национализм изначально возник как ответ на сионистское движение и создание Израиля. Одной из его ключевых целей является борьба с сионизмом и демонтаж еврейского государства. Палестинские националисты рассматривают Израиль как символ колониальной и империалистической экспансии, которую необходимо устранить. Эта идеология включает противопоставление себя как политике Израиля, так и самому факту его существования как еврейского государства.
Исламистские организации, такие как ХАМАС, углубили антисионистский дискурс, рассматривая его как религиозное обязательство, часть священной войны против Израиля и межцивилизационной борьбы. В своих декларациях и заявлениях они прямо призывают к уничтожению Израиля как государства. Их цели по созданию Палестины «от реки до моря» подчеркивают отказ от компромиссов и идею полного вытеснения еврейского населения.

### Антисемитизм
Важной частью палестинского нарратива является сравнение Израиля с нацистской Германией, являющееся, согласно рабочему определению Международного альянса в память о Холокосте, антисемитизмом. Некоторые палестинские лидеры называют евреев «воплощением зла»; сравнение их с нацистами часто появляется как в речах руководителей, так и в образовательных материалах и медиапрограммах палестинских структур.
Палестинский взгляд на Холокост часто связан с обвинением в нём самих евреев; также крайне распространено отрицание Холокоста (включая попытки преуменьшить его масштабы или его тривиализацию). Так, президент частично признанного Государства Палестина Махмуд Аббас заявлял, что Гитлер «убивал евреев не за то, что они евреи, а за то, что они были ростовщиками и занимались спекуляцией», и что в годы Холокоста евреи преследовались не за своё еврейство, а за свою «социальную роль». Отрицание Холокоста также часто используется в риторике палестинского национализма для оправдания антисемитских позиций, а также для оправдания насилия против евреев и Израиля. Риторика и пропаганда антисемитского характера иногда переплетаются с мифами об «управлении миром» и о «влиянии евреев на мировую экономику».
В палестинском дискурсе распространено сравнение евреев с животными, особенно со свиньями, обезьянами, собаками и крысами.

### Антиколониализм
Антиколониализм стал ключевым элементом палестинского национализма. Израиль, в палестинском нарративе, представлен как «колониальное образование», созданное иностранными силами, а палестинцы — как коренной народ, ведущий борьбу за освобождение от «колониалистов». Этот взгляд нашёл международную поддержку среди государств и организаций, борющихся с наследием колониализма, и породил требование международного бойкота Израиля. Палестинские сторонники антиколониализма активно используют образы и риторику «борьбы с апартеидом», привлекая внимание общественности к идее Израиля как расистского государства, что вызывает немалые споры в международной политике.
Критики этой позиции, в свою очередь, утверждают, что подобные обвинения представляют собой политический инструмент для дискредитации Израиля и не учитывают древнюю еврейскую историю в регионе.

### Исламизм
С конца 1970-х годов исламизм стал важной составляющей палестинского национального движения. Этот процесс был усилен как Исламской революцией в Иране (1979), так и растущим влиянием движения «Братья-мусульмане» на Ближнем Востоке. Возникновение палестинских исламистских группировок, таких как ХАМАС (ответвление Братьев-мусульман) и Палестинский исламский джихад, привело к радикализации палестинского национализма. Эти организации призывают к «освобождению» всей исторической Палестины, отвергая возможность мирного сосуществования с Израилем. Они активно используют исламские символы и религиозную риторику для мобилизации палестинцев к борьбе против Израиля.
Исламизация палестинского национального движения также изменила его цели и методы. Если ранее палестинский национализм сосредотачивался на создании светского государства, то исламские организации подчеркивают религиозный аспект конфликта, представляя его как джихад. Они апеллируют к религиозным обязанностям мусульман и стремятся превратить Палестину в часть более широкой исламской общности.
Приток финансирования из исламских стран, таких как Иран и Саудовская Аравия, поддержал распространение исламизма среди палестинцев, усилив их связь с исламским мировым сообществом. Это финансирование позволило исламистским организациям создавать собственные социальные и образовательные учреждения на палестинских территориях, укрепляя своё влияние и легитимность в палестинском обществе.

## Избегание термина в западной прессе
НКО CAMERA, мониторящая освещение прессой палестино-израильского конфликта, отмечала избегание агентствами Франс Пресс и Ассошиэйтед Пресс употребления терминов «националисты» и «национализм» (часто воспринимаемых как уничижительные) по отношению к палестинцам, при одновременном использовании этих терминов по отношению к евреям. В результате такого искажения, при аналогичных действиях одна сторона описывается как «палестинцы», а другая — как еврейские или израильские «националисты». Данный подход отражается как в текстах новостных статей агентств, так и в их подписях под фотографиями. CAMERA объясняет это «предубеждённостью», «непоследовательностью» и «двойными стандартами».

### На русском
- Бат-Йеор. Зимми: евреи и христиане под властью ислама. Том I. — Иерусалим: PRISMA-PRESS, 1991. — 288 с. — ISBN 965-320-219-7.
- Бат-Йеор. Зимми: евреи и христиане под властью ислама. Том II. — Иерусалим: PRISMA-PRESS, 1991. — 426 с. — ISBN 965-320-220-0.
- Лакер, Вальтер. История сионизма. — М.: Крон-Пресс, 2000. — 848 с. — ISBN 5-232-01104-9.
- Сакер Г. М. История Израиля. От зарождения сионизма до наших дней. — М.: Книжники, 2011. — Т. I. 1807—1951. — 636 с. — ISBN 978-5-9953-0124-0.
- Сакер Г. М. История Израиля. От зарождения сионизма до наших дней. — М.: Книжники, 2011. — Т. II. 1952—1978. — 622 с. — ISBN 978-5-9953-0146-2.
- Сакер Г. М. История Израиля. От зарождения сионизма до наших дней. — М.: Книжники, 2011. — Т. III. 1978—2005. — 658 с. — ISBN 978-5-9953-0147-9.
- Шапира, Анита. История Израиля: От истоков сионистского движения до интифады начала XXI века. — М.: КоЛибри, 2023. — 656 с. — ISBN 978-5-389-20163-7.
- Эпштейн А. Д. Горизонты и миражи палестинской государственности. — М.: Мосты культуры, 2016. — 432 с. — ISBN 978-593273-392-9.
- Эпштейн А. Д. Израиль и проблема палестинских беженцев: история и политика. — М.: Институт Ближнего Востока, 2005. — 193 с. — ISBN 5-89394-147-0.
- Эпштейн А. Д. ООН в арафатке. Государство Израиль в тисках «освобождения» Палестины. — Иерусалим - СПб: Издательство ДЕАН, 2021. — 384 с. — ISBN 978-5-6046620-0-7.

### На английском
- Gerstenfeld, Manfred[англ.]. Holocaust Inversion (англ.) // The Wall Street Journal. — 2008. — 28 January. — ISSN 0099-9660. Архивировано 26 октября 2023 года.
- Golani, Motti; Manna, Adel. Two sides of the coin: independence and Nakba, 1948: two narratives of the 1948 War and its outcome. — Institute for Historical Justice and Reconciliation, 2011. — 335 с. — ISBN 978-90-8979-080-4. Архивировано 16 марта 2024 года.
- Horowitz, David. State In The Making (англ.). — New York: Alfred A. Knopf, 1953. — 384 p.
- Khalidi, Rashid[англ.]. British Policy Towards Syria & Palestine 1906-1914 (англ.). — London: Ithaca Press, 1980. — 412 p.
- Lybarger, Loren D. Identity and Religion in Palestine: The Struggle between Secularism and Islamism (англ.). — Princeton University Press, 2007. — 256 p. — ISBN 978-0691133985.
- Meron, Ya'kov. The Expulsion of the Jews from the Arab Countries: The Palestinians’ Attitude Towards It and Their Claims (англ.) // The Forgotten Millions: The Modern Jewish Exodus from Arab Lands  / ed. by Malka Hillel Shulewitz. — New York: Continuum, 2000. — P. 83—125. — ISBN 978-0826447647.
- Peel, William. Palestine Royal Commission Report (англ.). — London: His Majesty's Stationery Office, 1937. — 404 p.
- Perry, Marvin and Schweitzer, Frederick M. Antisemitism: myth and hate from antiquity to the present (англ.). — New York: Palgrave, 2002. — 309 p. — ISBN 978-0-312-16561-1.
- Ross, Dennis. The Missing Peace. The Inside Story of the Fight for Middle East Peace (англ.). — New York: Farrar, Straus and Giroux, 2004. — 872 p. — ISBN 0-374-19973-6.
- Rubin, Barry and Rubin, Judith Colp. Yasir Arafat: A Political Biography (англ.). — New York: Oxford University Press, 2003. — 392 p. — ISBN 0-19-516689-2.
- Shulewitz, Malka Hillel. Findings of the Tribunal Relating to the Claims of Jews from Arab Lands (англ.) // The Forgotten Millions: The Modern Jewish Exodus from Arab Lands  / ed. by Malka Hillel Shulewitz. — New York: Continuum, 2000. — P. 207—211. — ISBN 978-0826447647.
- Schulz, Helena Lindholm. The reconstruction of Palestinian nationalism (англ.). — Manchester University Press, 1999. — 208 p. — ISBN 0-7190-5596-2.